# Szárnyai Ignác
Szárnyai Ignác (névváltozatok: Szorád Ignác, Szárnyai Zoerárd Ignác) (Szárnya, Árva vármegye, 1778. november 25. – Dömölk, 1842. szeptember 22.) Szent Benedek-rendi áldozópap és tanár.

## Élete
1803. november 5-én lépett be a rendbe és teológiai tanulmányait Pannonhalmán végezte, 1804. november 5-én fogadalmat tett, 1809. március 3-án felszentelték.
Gimnáziumi tanár volt 1804-1807 között Győrött, 1807-1809 között hittant hallgatott Pannonhalmán. 1809-1812-ben Pozsonyban volt gimnáziumi tanár és 1812–1816-ban ugyanott igazgató és házfőnök, 1816–1822-ben ugyanaz Sopronban, 1822–1827-ben a csanaki plébánia adminisztrátora, majd 1827–1829-ben gimnáziumi igazgató és házfőnök Nagyszombatban, 1829–1830-ban rendházi lelkiatya, 1820–1832-ben a bakonybéli plébánia adminisztrátora, 1832–1834-ben egyszersmind alperjel, 1834–1837-ben gimnáziumi tanár Komáromban, 1837–38-ban pannonhalmi provizor (házgondnok), 1838–1842-ben alperjel Dömölkön.

## Munkái
- Devotio sacris hymnis a studiosa juventute in gymnasiis ord. s. Benedicti cani solitis comprehensa. Choralia pro quatuor vocibus ac organo ad hos hymnos pertinentia a parte exstant per Henricum Klein, musices scholae Posoniensis professorum emendata. Posonii, 1815. XIII táblázattal
- Genethliacon, quod seren. principi Mariae Theresiae prid. Kal. Aug. 1816. natae archigymnasium Posoniense ord. s. Benedicti obtulit. Uo.